# Miguel Ángel Sandoval
Miguel Ángel Sandoval Rodríguez  (Santiago, 1 de julio de 1948-detenido desaparecido, enero de 1975) fue un sastre de profesión chileno, militante del Movimiento de Izquierda Revolucionaria (MIR) y detenido desaparecido durante la dictadura militar. Era casado, tenía 26 años al momento de su detención.

## Detención
El 7 de enero de 1975, en la vía pública fue detenido Miguel Ángel Sandoval por agentes de la DINA. Quince días después, en la madrugada, durante el toque de queda, un grupo de civiles armados que no se identificaron, procedieron a allanar la casa donde vivía Miguel Ángel Sandoval, llevándose documentos que encontraron en su pieza. Estos civiles se movilizaban en una camioneta verde, sin patente. Según testimonios de detenidos en el centro de torturas de Villa Grimaldi, vieron a Miguel Ángel, en muy malas condiciones físicas. Desde que se vio detenido en ese recinto, no se han vuelto a saber más de él. Recuerda un detenido en ese recinto: "Entre el día 10 u 11 de enero, llevan a mi celda, en las casas Corvi, a Miguel Ángel Sandoval Rodríguez, actualmente desaparecido. Estaba mal físicamente, lo habían golpeado mucho. Me decía que ojalá pudiéramos salir pronto de esto y llegáramos a Cuatro Álamos. El domingo 12 de enero, nos sacan a todos a almorzar al patio de la Villa y nos permiten sacarnos las vendas. En esta oportunidad veo a varias personas, entre ellas nuevamente veo a Miguel Ángel Sandoval”.
La DINA organizó una estrategia comunicacional para ocultar el drama de los detenidos desaparecidos, es la llamada Operación Colombo. En julio de 1975 aparecieron las listas de los 119 chilenos que habrían muerto en un “supuesto enfrentamiento” en Argentina y Brasil. Estos 119 chilenos eran acusados de “haberse eliminados” entre ellos. Esta fue una acción comunicacional de la DINA, que se dio a conocer en la revista argentina "LEA" y en el periódico brasileño "O'DIA". Miguel Ángel apareció en una de estas listas.

## La búsqueda de verdad y justicia

### Exigen Justicia luego de su detención
La hermana de Miguel Ángel, Teolinda Sandoval Rodríguez, presentó un recurso de amparo ante la Corte de Apelaciones de Santiago, el 18 de febrero de 1975, solicitando conocer el paradero de su hermano detenido. Se solicitó que se oficie al Ministerio del Interior, Ministerio de Defensa, a la DINA, para que informen sobre la detención de Miguel Ángel Sandoval. Pero las autoridades respondieron que no se encontraba detenido. El 14 de abril de 1975 se rechazó el recurso de amparo y se enviaron los antecedentes al Juzgado del Crimen. El 21 de abril del mismo año, el juez titular del Octavo Juzgado del Crimen ordena abrir sumario según causa rol 12.005. El 28 de noviembre de 1975 se declaró el sobreseimiento temporal de la causa teniendo presente: "que no se encuentra completamente acreditado en autos, la existencia del delito denunciado". El 15 de enero de 1976, la Corte de Apelaciones de Santiago ratificó el sobreseimiento temporal de la causa.

### Informe Rettig
Familiares de Miguel Ángel presentaron su testimonio ante la Comisión Rettig, Comisión de Verdad que tuvo la misión de calificar casos de detenidos desaparecidos y ejecutados durante la dictadura. Sobre el caso de Miguel Ángel, el Informe Rettig señaló que:

“El 7 de enero de 1975 fue detenido en Santiago el militante del MIR Miguel Ángel SANDOVAL RODRIGUEZ. Algunos días después, agentes civiles armados allanaron su domicilio. El detenido desapareció en poder de la DINA. Hay testimonios que dan cuenta de su presencia en el recinto de Villa Grimaldi.
La Comisión está convencida de que su desaparición fue obra de agentes del Estado, quienes violaron así sus derechos humanos”.

### Proceso judicial, una sentencia que marca la jurisprudencia
Luego de la detención de Pinochet en Londres, junto con la interposición de las querellas contra Pinochet se activaron los juicios de derechos humanos. El caso de Miguel Ángel fue investigado por el ministro en Visita Alejandro Solís. El 14 de abril de 2003, el ministro Alejandro Solís dictó sentencia en caso de Miguel Ángel, en su resolución el magistrado condenó a la pena de 15 años de presidio, como autor de secuestro, al exjefe de la DINA, el general Manuel Contreras, como a otros cuatro miembros del organismo, al exjefe de Villa Grimaldi, Marcelo Moren Brito, a 15 años de presidio, Miguel Krassnoff, a 10 años de presidio, ambos condenados como autores, se condenó a Fernando Lauriani Maturana, a 5 años de presidio, y a Gerardo Godoy García, a 5 años de presidio, ambos como cómplice del secuestro y desaparición de Miguel Ángel Sandoval Rodríguez.
El magistrado Solís no aplicó la ley de amnistía para beneficiar a los exintegrantes de la DINA, dado que argumentó a la tesis jurídica que forma parte de la doctrina mayoritaria del Derecho Internacional, en el sentido de que el delito de secuestro con desaparición de la víctima es un ilícito de carácter permanente, que se sigue cometiendo cada día mientras no aparezca el secuestrado, vivo o muerto. El abogado querellante por la familia de Sandoval, Nelson Caucoto, destacó la sentencia: "porque resolvió a favor de las víctimas el tema de la amnistía", agregando que espera que ahora, tanto las condenas como el asunto de la no aplicación de la amnistía, "sean ratificados por la Corte de Apelaciones y la Corte Suprema".
En segunda instancia el caso fue resuelto el 5 de enero de 2004, cuando la V Sala de la Corte de Apelaciones de Santiago confirmó la sentencia dictada en primera instancia por el juez Alejandro Solís contra los agentes de la DINA, por lo que se rechazó aplicar la amnistía los ministros resolvieron que la amnistía no es aplicable a un delito de secuestro cuando la víctima no aparece hasta hoy, porque se trata de un ilícito es de "carácter permanente". Pero además sostuvieron que el delito de secuestro y la Desaparición Forzada de Personas: “constituye desde hace tiempo una gravísima ofensa a la dignidad intrínseca de la persona humana de carácter inderogable, tal como está consagrado en diversos instrumentos internacionales de carácter obligatorio para Chile".
El caso judicial de Miguel Ángel Sandoval concluyó el 17 de noviembre de 2004, cuando la Corte Suprema ratificó la sentencia condenatoria del magistrado Alejandro Solís. Esta sentencia emanada del máximo tribunal tuvo una gran importancia por la Jurisprudencia que marcó para el resto de los juicios de derechos humanos. La Sala Penal de la Corte Suprema resolvió por 5 a 0, que la amnistía no es aplicable al delito de secuestro. El fallo afirmó que la ley internacional limita la soberanía del Estado y está por sobre la Constitución. Por primera vez la Corte Suprema señaló en una sentencia definitiva que no es aplicable el decreto ley de Amnistía sobre algún proceso de derechos humanos. Se señaló que legislación penal internacional que ampara los derechos humanos tiene preeminencia sobre "toda norma", incluyendo la Constitución y que limita la soberanía del Estado, por tanto la amnistía como la prescripción no son aplicables a quienes cometieron delitos contra la humanidad, como el de secuestro de Miguel Ángel Sandoval Rodríguez.
La sentencia confirmó las condenas de presidio a la cúpula de la DINA, estableció el delito de secuestro como ilícito de carácter permanente se mantiene, puesto que si el cuerpo de la víctima no ha sido hallado, "no es posible concluir la muerte del ofendido" ni determinar la data de muerte, para establecer si el crimen pudo ocurrir dentro del período cubierto por la amnistía (1973-1978), "único caso en que los procesados podrían invocarla". Los condenados fueron el exjefe de la DINA, Manuel Contreras a la pena de 12 años de prisión, el exjefe del Grupo Halcón de la DINA, Miguel Krassnoff a la pena de 10 años de prisión, el exjefe de Villa Grimaldi, Marcelo Moren Brito a la pena de 11 años de prisión, el exjefe del Grupo Vampiro, Fernando Lauriani a la pena de 5 años de prisión y el exagente Gerardo Godoy a la pena de 5 años de prisión.
Manuel Contreras se negó a concurrir a los tribunales para ser notificado de la sentencia judicial. Por lo que debieron allanar su domicilio los agentes de Investigaciones para detenerlo a pesar de la negativa del condenado. Dado que el juez debió declararlo en “rebeldía” para ordenar su detención. Este fue llevado a los tribunales donde fue notificado de su sentencia por el crimen del Miguel Ángel. Años atrás había realizado igual comportamiento al negarse cumplir la sentencia impuesta por el crimen de Orlando Letelier, en 1995, Manuel Contreras se atrincheró por el menos un mes en su fundo de la Décima Región ante la notificación de su condena. Luego se mantuvo otro período en el Hospital Naval de Talcahuano antes de ser ingresado a la Cárcel de Punta Peuco

La sentencia judicial en el caso de Miguel Ángel Sandoval constituyó la primera sentencia en casos violaciones a derechos humanos durante la dictadura, en la cual se consagró la preponderancia del derecho internacional de los derechos humanos sobre la amnistía. Estableciendo la jurisprudencia de que los crímenes realizados durante la dictadura son crímenes de lesa humanidad que no pueden ser objeto de amnistía o aplicarles la prescripción. También el fallo también profundiza el principio de la precedencia de los tratados internacionales sobre el derecho interno, al reconocer la obligación del Estado chileno de respetar el derecho internacional.